# Флаг Галисии
Флаг Галисии — официальный символ автономного сообщества Галисия в Испании. Представляет собой белое полотнище с соотношением сторон 2:3 с голубой полосой, идущей из левого верхнего в правый нижний угол флага. В центре государственного флага помещён герб Галисии. Национальный флаг не имеет герба.

## История
Флаг Галисии происходит от исторического флага Ла-Коруньи, представлявшего собой голубой андреевский крест на белом фоне. В 1891 было решено изменить флаг, порождавший смешение с андреевским флагом российского флота, и одна из диагональных полос, образовывавших крест, была убрана.
В 1970-е после смерти Франсиско Франко усиливается стремление испанских провинций к автономии, и в 1980-е многие из них обзаводятся своими флагами и гербами. Флаг Галисии был утверждён в 1984.

## Варианты
Левым крылом галисийских националистов используется эстрелейра (галис. Estreleira) — национальный флаг Галисии с помещённой в центре красной звездой вместо монархических короны и герба.

Эстрелейра, националистический вариант флага
Флаг королевства Галисия

### Сноски
1. ↑  "Галисийский язык: Цифровая библиотека Галисии". Дата обращения: 19 сентября 2023. Архивировано 5 марта 2014 года.